# 珀尔·克利奇
珀尔·克利奇 （英语：Pearl Cleage，1948年12月7日—）是一位非裔美国剧作家、散文家、小说家、诗人和政治活动家。她目前是联盟剧院（Alliance Theatre）和仅我们剧院（Just Us Theater）公司的常驻剧作家。 在写作的同时，克利奇也是一位政治活动家。她致力于解决种族主义和性别歧视中的关键问题，并以其女权主义观点而闻名，尤其她本人的身份是一名非裔美国妇女。她的作品被广泛编选收录，并受到很多学术分析。她的作品跨越了多种体裁，赢得了广泛好评和赞誉。值得注意的是，她1997年出版的的小说《普通的日子里疯狂》 （What Looks Like Crazy on an Ordinary Day）是1998年奥普拉图书俱乐部的精选书籍。

## 早期生活和教育
珀尔·克利奇于1948年12月7日出生在马萨诸塞州的斯普林菲尔德，是小学教师多丽丝-克利奇（Doris Cleage）和泛非东正教教堂和黑麦当娜神殿创始人阿尔伯特-克利奇（Rev. Albert Cleage）牧师两个女儿中最小的一个。她的父亲在创建教会后，更名为贾拉莫吉·阿贝贝·阿吉曼（Jaramogi Abebe Agyeman） 。在她父亲的激进教义引起了强烈反对后，全家搬到了密歇根州的底特律，在那里克利奇牧师成为了一位杰出的民权领袖。作为一名政治活动家，他在自己的教会内发展起了一个黑人权力社区。珀尔·克利奇在自己的家庭和社区中的活动家们的包围下长大。她在父亲的教堂里聆听作家的演讲，并遇到民权运动的杰出人物，他们在集会途中会顺便访问她家。这些经历都影响了珀尔·克利奇未来的抱负和职业生涯。
在卡桑德拉·斯普拉特林（Cassandra Spratling）的一篇文章中，她将克利奇描述为一个 "好奇的孩子"，总是在寻找故事。 克利奇从两岁起就知道自己想要写作。她于1966年毕业于底特律公立学校。1966-1969年，克利奇在华盛顿哥伦比亚特区的霍华德大学学习剧本创作，并在学生时代创作了两部独幕剧。1969年，她搬到了乔治亚州的亚特兰大，并在那里嫁给了政治家迈克尔·洛马克斯（Michael Lomax），两人于1979年离婚。在亚特兰大，她就读于斯贝尔曼学院，并于1971年获得了戏剧学士学位。从斯贝尔曼学院毕业后，克利奇进入亚特兰大大学的研究生院学习。

## 职业生涯
珀尔·克利奇一直知道自己想当一名作家，并在这条职业道路上坚持了40年。作为剧作家、散文家、小说家和诗人，她通过多种不同体裁的作品为文学界做出了贡献。她为自己能够跨越不同体裁写作而感到自豪，并以此为乐。在从事创意写作之前，在20世纪70年代，她曾担任亚特兰大第一位黑人市长梅纳德·杰克逊（Maynard Jackson）的新闻秘书和演讲稿撰写人。然而，她觉得自己作家的角色，在这份工作中受到了限制，因为她只是在写别人的想法。这种不满促使她辞去了这份工作，继续追求成为一名作家。
克利奇在多个剧院和机构担任过职务；从1986到1991年，克利奇在位于乔治亚州亚特兰大市的斯佩尔曼学院担任考斯比捐赠讲座教授。1991年，她被授予斯佩尔曼常驻剧作家的称号。她还曾在史密斯学院任教过一段时间。她还是仅我们剧院公司的常驻剧作家和艺术总监。2013年，克利奇通过由安德鲁·W·梅隆（Andrew W. Mellon）基金会资助并由HowlRound这一组织管理的国家剧作家常驻项目，成为亚特兰大联盟剧院的常驻剧作家。2016年，她的任期在最初三年的基础上又延长了三年 。克利奇经常在HowlRound杂志上发表文章，记录她的驻留经历。
非裔美国女剧作家这群体本就十分小众，在克利奇这个年龄能对各大剧院做出杰出贡献的非裔女剧作家更是少之又少。克利奇在20世纪80年代开始接触剧本创作，1981年创作了她的第一个剧本《木偶戏》，之后又创作了《临终关怀》（1983）、《好消息》（1984）和《精华》（1985）。20世纪90年代，她与艺术总监肯尼·利昂合作，在联盟剧院创作出了她最知名的三部作品（《飞向西部》（1992）、《阿拉巴马天空的蓝调》（1995）和《边境的波旁》（1997）。《飞向西部》（1992）在全国各地巡演了十几次，包括在肯尼迪中心的演出以及纽约和亚特兰大的其他出色的演出；它是1994年演出次数最多的戏剧。1996年，《阿拉巴马天空的蓝调》（1995）作为奥林匹克文化的一部分，伴随着当年在亚特兰大举行的夏季奥运会，同一时期进行演出。
克利奇在新闻方面也有重大贡献，她是文学杂志《催化剂》的创始人，自1987年以来一直担任该杂志编辑。在20世纪90年代，她在《亚特兰大论坛报》上有一个常驻专栏，名为 "停止说理"。她还在其他各大报纸和杂志上发表过文章，包括《精华》和《纽约时报书评》。
克利奇于20世纪90年代中期开始写小说。她主要写的是性别歧视和种族主义交织的话题，特别是黑人社区的家庭暴力和强奸等问题。她一直是奥巴马政府的支持者。克利奇还是一名为艾滋病和妇女权利发声的活动家，她也从这些经验中汲取了写作的灵感。她还在学院、大学和会议上发表演讲，主题包括家庭暴力、参与式民主中的公民角色以及写作的主题。

## 个人生活
1969年，克利奇与亚特兰大政治家、路易斯安那州的新奥尔良市迪拉德大学前校长迈克尔·洛马克斯结婚。两人有一个女儿蒂格纳·恩杰莉（Deignan Njeri）。这段婚姻于1979年以离婚告终。1994年，克利奇与扎龙·伯内特（Zaron Burnett Jr.）结婚，他是仅我们剧院的作家和导演。克利奇有四个孙子。
2014年，克利奇出版了她的个人日记汇编，名为《我应该告诉我女儿的事情：谎言、教训和爱情》，记录了她从11岁开始之后18年的生活。她最初打算与她的孙女分享这些日记。在书中，她大胆地记录了她的生活细节，从青春期到堕胎，与已婚男人的风流韵事，以及当她为写作感到困顿和失去创造力时使用酒精和其他药物。
除了是一名作家外，克利奇还是一位政治活动家。 她的成长与1960年代的经历密切相关，而当时的三大主要社会运动（非裔美国人民权运动，和平运动和第二波女性主义）也密切影响了她的写作主题。 正如弗里达·斯科特·吉尔斯（Frida Scott Giles）在一篇文章中所指出的，克利奇自称是“第三代黑人民族主义者和激进女权主义者”。
在她的生活和作品中，克利奇强调并体现了 "自由女性 "的理念，这个词是她在1995年斯佩尔曼学院毕业典礼上的演讲中首次提出的。通过这一主题和生活方式，克利奇向这世上从多方面受到伤害的黑人女性们，传达了希望和动力。在她1990年出版的书《对迈尔斯的愤怒:黑人女性的真理指南》的序言中，她写到："我写作是为了揭露和探索种族主义和性别歧视的共性。我的作品是为了帮助理解，种族主义和性别歧视并存的文化对黑人和女性的全部影响"。通过 "自由女性 "的生活方式，她对黑人妇女所面临的独特挑战，提出了切实而具体的解决方案。
在玛丽塔·戈尔顿(Marita Golden)的《词汇:黑人作家谈论阅读和写作的变革力量》( 2011)一书的采访中，克利奇提到自己阅读过黑人撰写的大量书籍，这也是她热爱阅读和写作的一个原因。 在采访中，克利奇谈到她的家人时表达了这样的想法，即作为作家，她必须写关于黑人的斗争。 她并不觉得这种想法有局限性或压迫性。其他的灵感来自于她是一家书店的老板，这家书店也是她父亲的黑麦当娜神殿文化中心之一。黑人艺术运动的艺术家们会在书店见面。克利奇的灵感来源于关于黑人们持续的讨论，她对这个话题也很自如。

## 主题和动机
克利奇的所有作品都围绕着种族和性别的问题展开，特别是这些挑战如何渗透到黑人妇女的生活中去。她的作品受到了20世纪60年代的政治和社会运动的影响，这是她亲身经历过的。她对黑人女性社区成员的责任感推动着她写作的主题，因为她写的是黑人妇女的真实生活，灵感就来自于个人经历和她身边的女性。她的作品随着时间的推移不断发展，反映出她社区所面临的问题和困难。随着她年龄的增长，除了作为黑人和妇女之外，年龄也成为她身份的一部分；这些新的挑战现在正反映在她的作品中，就像在她最近的戏剧《愤怒，喧闹和无耻华丽》(2019)中体现的那样。她的许多小说都以乔治亚州亚特兰大的社区为背景。
克利奇并不回避在她的作品中展示敏感话题，尤其是涉及到种族和性别的复杂问题，如对家庭暴力的描写。这些主题恰恰是她许多作品的中心，特别在剧本《飞向西部》（1992）、《阿拉巴马天空的蓝调》（1995）和《边境的波旁威士忌》（1997）中。评论家们说，这几部作品似乎构成了一个三部曲，尽管它们没有被这样推销。这三部剧中出现了相同的人物，正如Benjamin Sammons在一篇文章中指出的那样，它们共同的主题是黑人社区生活中存在的 "暴力、自由和创伤性记忆"。克利奇引入这些主题是为了鼓励相互理解和对话。
评论家们还注意到她对历史事件的叙述风格，不是通过对知名人物的描写，而是通过虚构人物的故事，讲述普通人在这些事件中的生活。通过这样的记叙手法，她帮助人们了解个人角色的独特性和对历史的影响。
虽然人物是虚构的，但克利奇的戏剧并不是编造的。它们代表了真实的故事、生活和情感——特别是那些在城市中的非裔美国人社区发生的。克利奇的动机是有责任感地分享黑暗的真相，同时传递希望和对人类的爱，拥抱它的所有缺陷。她不相信审查制度，因为它让人们对生活产生了不切实际的期望，尤其是对年轻一代的女性而言。她公开地向年轻人分享着生活中好的和坏的选择及其影响。
纵观克利奇的作品，她希望呈现非裔美国妇女每天自如地生活在世界中的样子。丽莎·安德森（Lisa Anderson）在《当代戏剧中的黑人女权主义》（2008）中讨论了克利奇作品中的一个例子。安德森谈到克利奇在她的戏剧《飞向西部》（1992）中对非裔美国妇女的描写，她在剧中刻画了曾经被奴役的非裔美国妇女创建了一个社区，并努力工作保持着自由。克利奇曾表示，美国的黑人妇女是她的主要读者，但她也欢迎所有读者阅读她的作品。

## 接受史
克利奇的许多作品跨越多种体裁，赢得了大众和评论界的赞誉。这些作品在一些主流刊物上得到了好评，包括《纽约时报》、《华盛顿邮报》和《精华》杂志，并得到其他知名作家的认可。1991年，她获得了亚特兰大黑人记者协会颁发的首批杰出专栏作家奖之一。1983年，她获得了多种形式的认可，包括她的非百老汇独幕剧《临终关怀》（1983）获得了五个AUDELCO奖。同年，她赢得了文学铜禧奖，并且的作品《木偶剧》（1983）观众人数破了纪录。
克利奇的小说《普通日子里的疯狂》（1997）是她最知名的作品之一，连续9周都在纽约时报畅销书榜上。该书于1998年9月被选入奥普拉图书俱乐部，后来又获得美国图书馆协会黑人核心小组文学奖。她的另外两部小说也获得了很多认可。《希望我有一条红裙子》（2001）被乔治亚州作家协会评为最佳小说作品，《宝贝兄弟的蓝调》（2006）在2007年获得了全美有色人种协进会(NAACP)的杰出文学作品形象奖。苏兹·巴斯奖（Suzi Bass Awards）是在亚特兰大剧院界获得认可的奖项，该奖于2008年授予克利奇剧本创作奖，并于2020年授予她终身成就奖。她于2010年获得桑科法自由奖和剧院传奇奖，并在2013年的亚特兰大黑人戏剧节上获得了戏剧传奇奖。 在2020年，克利奇入选了亚特兰大商业联盟的妇女名人堂，并在2021年入选乔治亚州作家名人堂。